# Anton Malloth
Anton Malloth (ur. 13 lutego 1912 w Innsbrucku, zm. 31 października 2002 w Straubingu) – niemiecki zbrodniarz wojenny, członek SS.

## Życiorys

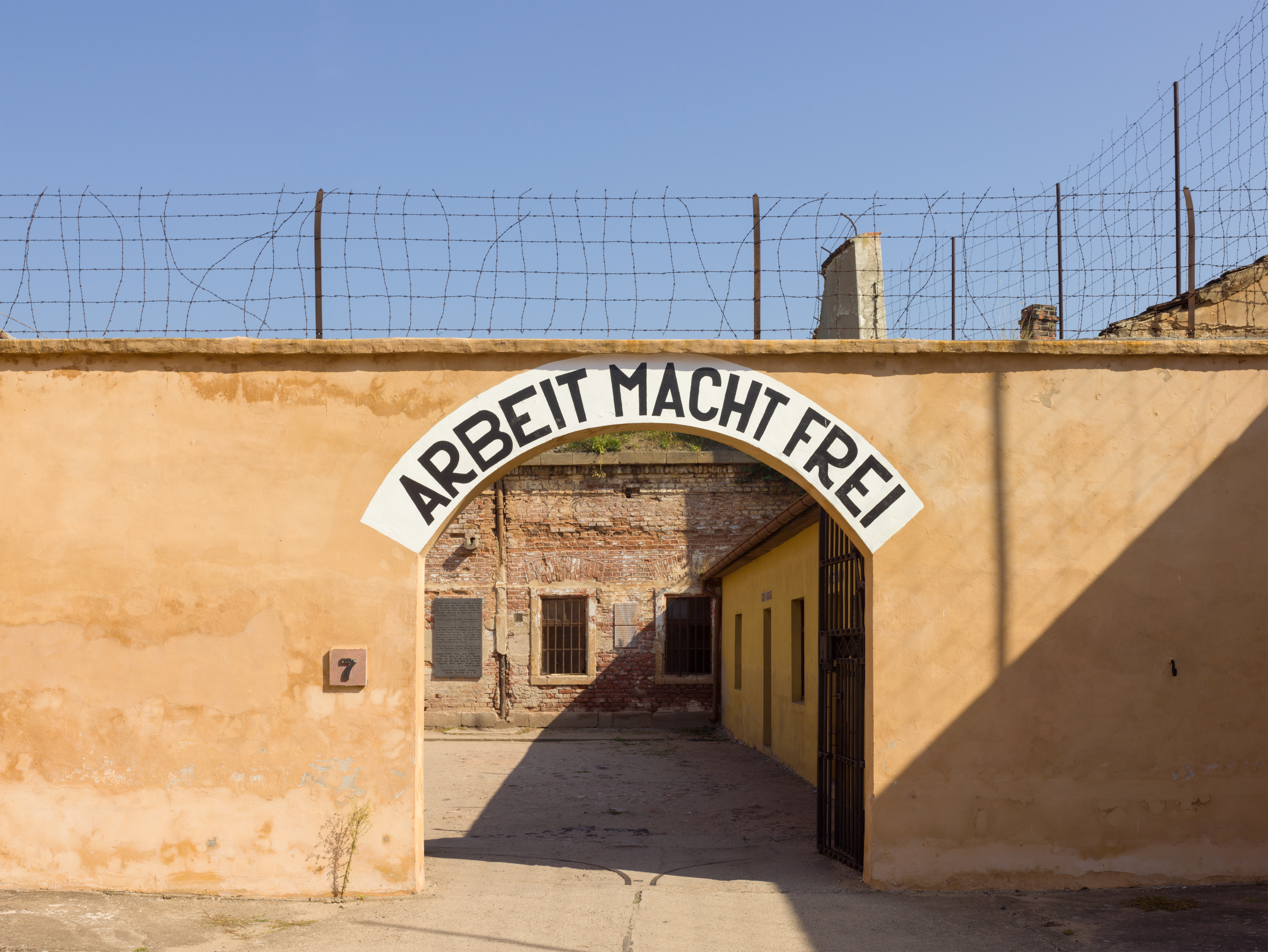
Obóz koncentracyjny Theresienstadt w którym SS-man Malloth był strażnikiem.

W czasie II wojny światowej strażnik więzienia Gestapo w Theresienstadt w Czechach. Przez więźniów uznany został za najbardziej brutalnego dozorcę, który nawet dla kaprysu bił więźniów. Nosząc wojskowe buty leżących potrafił deptać dopóki nie zmarli. Zawsze jednak pedantycznie dbał o swój wygląd przez co zyskał przydomek piękny Toni.
Po zakończeniu wojny ukrywał się u teściów w Austrii. Po aresztowaniu w 1948 czeski wymiar sprawiedliwości zażądał jego ekstradycji oskarżając go o dopuszczanie się mordów na więźniach i znęcanie się nad nimi.  W czasie przesłuchania w Innsbrucku Malloth wszystkiemu zaprzeczył. Stwierdził nawet że nigdy nie słyszał o NSDAP a ponieważ do sądu nie dotarły z Czechosłowacji na czas dokumenty w jego sprawie został zwolniony. 
Przez co czeski sąd w Litomierzycach skazał go zaocznie na karę śmierci przez powieszenie. Od 1958 w Austrii był ścigany listem gończym, a w jego poszukiwania zaangażował się także łowca nazistów Szymon Wiesenthal.
Ostatecznie w 2000 r. został osadzony w monachijskim areszcie. W 2001 dzięki materiałom dostarczonym przez Republikę Czeską został skazany przez sąd w Monachium na dożywocie.